# Río Ésera
El Ésera es un río altoaragonés, afluente del Cinca, formando parte de la cuenca hidrográfica del Ebro. 

## Toponimia
Su nombre parece ser de origen celta, similar al de los ríos Isar (Alemania - Austria), Jizera (República Checa), Isère (Francia), Isel (Austria), IJssel (Países Bajos) e Eisack/Isarco (Italia).

## Descripción
Nace en la cara norte del macizo de la Maladeta, a 2500 metros de altura. En su valle se ubican conocidos municipios de la provincia de Huesca como Benasque, y Campo. Es un río típicamente pirenaico, alimentado por la fusión del glaciar del Aneto y la alta pluviosidad de su cabecera, donde sus aguas son represadas para uso hidroeléctrico en el embalse de Paso Nuevo-entre Benasque y el Plan del Hospital y el embalse de Linsoles junto a Eriste. 
En Graus recibe un importante aporte con el río Isábena. Aguas abajo el curso del río queda retenido por la presa de Barasona, de la cual nace el canal de Aragón y Cataluña.

## Medio ambiente
El tramo alto del río, desde el Plan de Turpí hasta Castejón de Sos, está protegido como zona especial de conservación dada la poca antropización de su ribera y la calidad de las aguas, que lo hacen un ejemplo de ecosistema pirenaico en buen estado. El río es el hogar de especies como el desmán de los Pirineos o la nutria europea, que requieren tramos de ribera en buenas condiciones y están amenazados por la gran cantidad de presas, así como especies más abundantes como la trucha común, los sapos común, partero y corredor, los tritones pirenaico, endemismo de la cordillera, y palmeado y la salamandra.
La zona de conservación se extiende hasta abarcar 1758 ha del valle del Ésera. Esas riberas contienen bosques con quejigos, abedules y fresnos así como con presencia de plantas alpinas como el arbustos conocido como rusco, plantas florares como Arnica montana y Dianthus barbatus, la planta rupícola Androsace pyrenaica, la planta vascular Diphasiastrum alpinum y musgos como Huperzia selago, Buxbaumia viridis y Orthotrichum rogeri.
El ecosistema resultante es refugio de especies de interés europeo como los insectos Eriogaster catax, las mariposas doncella de ondas rojas, isabelina y calimorfa, y los escarabajos ciervo volante europeo y Rosalia alpina. Es uno de los hogares de la culebra verdiamarilla, cuyo hábitat en Aragón se encuentra fragmentado. Los bosques de la ribera también son visitados por mamíferos de mayor tamaño como jabalíes, corzos y ciervos. Es igualmente hogar de tres especies de murciélagos de bosque (Rhinolophus hipposideros, Nyctalus lasiopterus y Nyctalus leisleri).
El conjunto es visitado por hasta cuarenta especies diferentes de aves.